# Округ Монро (Висконсин)
Округ Монро (енгл. Monroe County) је округ у америчкој савезној држави Висконсин.

## Демографија
По попису из 2010. године број становника је 44.673, што је 3.774 (9,2%) становника више него 2000. године.
| Група             | 2000.          | 2010.          |
| Белци             | 39.135 (95,7%) | 41.260 (92,4%) |
| Афроамериканци    | 188 (0,5%)     | 512 (1,1%)     |
| Азијати           | 195 (0,5%)     | 289 (0,6%)     |
| Хиспаноамериканци | 740 (1,8%)     | 1.661 (3,7%)   |
| Укупно            | 40.899         | 44.673         |